# 布爾基夫齊 (丘德尼夫區)
49°52′44″N 28°2′40″E / 49.87889°N 28.04444°E
布爾基夫齊（烏克蘭語：Бурківці），是烏克蘭北部的村莊，隸屬日托米爾州的別爾季切夫區。該村面積0.03平方公里，海拔高度260米，2020年人口450。